# Mali Utrish
Mali Utrish (del ruso: Малый Утриш) es un posiólok del ókrug urbano de la ciudad-balneario de Anapa del krai de Krasnodar, en el sur de Rusia. Está situado en el cabo Mali Utrish, en la orilla nororiental del mar Negro, 21 km al sur de la ciudad de Anapa y 125 km al oeste de Krasnodar. Tenía 43 habitantes en 2010.
Pertenece al municipio rural Supsejskoye.